# Campionati europei di atletica leggera 2024 - Staffetta 4×100 metri femminile
La specialità della staffetta 4×100 metri femminile dei campionati europei di atletica leggera 2024 si è svolta tra l'11 e il 12 giugno allo Stadio Olimpico di Roma, in Italia.

## Podio
| Pos.    | Nazione       | Atlete                                                           | Tempo | Note                                     |
| ------- | ------------- | ---------------------------------------------------------------- | ----- | ---------------------------------------- |
| Oro     | Gran Bretagna | Dina Asher-Smith, Desiree Henry, Amy Hunt, Daryll Neita          | 41"91 | Miglior prestazione europea stagionale   |
| Argento | Francia       | Orlann Oliere, Gémima Joseph, Hélène Parisot, Sarah Richard      | 42"15 | Miglior prestazione personale stagionale |
| Bronzo  | Paesi Bassi   | Nadine Visser, Marije van Hunenstijn, Minke Bisschops, Tasa Jiya | 42"46 |                                          |

## Situazione pre-gara

### Record
Prima di questa competizione, il record del mondo (RM), il record europeo (EU) e il record dei campionati (RC) erano i seguenti.
| Record                | Tempo | Nazione                                                                                  | Data                                  | Competizione   |
| --------------------- | ----- | ---------------------------------------------------------------------------------------- | ------------------------------------- | -------------- |
| Record mondiale       | 40"82 | Stati Uniti (Tianna Madison, Allyson Felix, Bianca Knight, Carmelita Jeter)              | 10 agosto 2012 Londra, Regno Unito    | Olimpiadi 2012 |
| Record europeo        | 41"37 | Germania Est (Silke Möller, Sabine Rieger-Günther, Ingrid Auerswald-Lange, Marlies Göhr) | 6 ottobre 1985 Canberra, Australia    |                |
| Record dei campionati | 41"68 | Germania Est (Silke Möller, Katrin Krabbe, Kerstin Behrendt, Sabine Günther)             | 1º settembre 1990 Spalato, Jugoslavia | Europei 1990   |

### Squadra campione in carica
La squadra delle campionesse europee in carica è:
| Campione | Nazione                                                                      | Tempo | Data                                       | Competizione |
| -------- | ---------------------------------------------------------------------------- | ----- | ------------------------------------------ | ------------ |
| Europeo  | Germania (Alexandra Burghardt, Lisa Mayer, Gina Lückenkemper, Rebekka Haase) | 42"34 | 21 agosto 2022 Monaco di Baviera, Germania | Europei 2022 |

## Risultati

### Batterie
Le batterie si sono corse a partire dalle 12:30 dell'11 giugno. Le prime 3 Nazioni di ogni batteria (Q) e i 2 migliori tempi tra le escluse (q) si qualificano alla finale.

#### Batteria 1
| Posizione | Corsia | Nazione       | Atlete | Tempo | Note             |
| --------- | ------ | ------------- | --- | ----- | ---------------- |
| 1         | 2      | Gran Bretagna | Asha Philip, Amy Hunt, Dina Asher-Smith, Desiree Henry                                                         | 42"25 | Q,               |
| 2         | 3      | Svizzera      | Géraldine Frey, Salomé Kora, Léonie Pointet, Sara Atcho-Jaquier                                                | 42"76 | Q                |
| 3         | 4      | Spagna        | Sonia Molina-Prados, Esther Navero, Paula Sevilla, Maria Isabel Pérez                                          | 43"00 | Q                |
| 4         | 5      | Italia        | Irene Siragusa, Dalia Kaddari, Anna Bongiorni, Arianna de Masi                                                 | 43"27 |                  |
| 5         | 6      | Ungheria      | Jusztina Csóti, Anna Luca Kocsis, Gréta Kerekes, Alexa Sulyán                                                  | 43"70 |                  |
| 6         | 7      | Austria       | Isabel Posch, Magdalena Lindner, Karin Strametz, Viktoria Willhuber                                            | 43"84 | Record nazionale |
| 7         | 8      | Grecia        | Styliani-Alexandera Michailidou, Elisavet Pesiridou, Rafailia Spanoudaki-Chatziriga, Artemis Melina Anastasiou | 44"23 |                  |
| 8         | 9      | Estonia       | Mila Ott, Ann Marii Kivikas, Kreete Verlin, Diana Suumann                                                      | 53"37 |                  |

#### Batteria 2
| Posizione | Corsia | Nazione     | Atlete                                                                             | Tempo | Note                                     |
| --------- | ------ | ----------- | ---------------------------------------------------------------------------------- | ----- | ---------------------------------------- |
| 1         | 8      | Francia     | Orlann Oliere, Gémima Joseph, Maroussia Paré, Sarah Richard                        | 42"35 | Q,                                       |
| 2         | 2      | Paesi Bassi | Nadine Visser, Marije van Hunenstijn, Minke Bisschops, Tasa Jiya                   | 42"39 | Q,                                       |
| 3         | 3      | Germania    | Sophia Junk, Nele Jaworski, Gina Lückenkemper, Rebekka Haase                       | 42"47 | Q,                                       |
| 4         | 9      | Belgio      | Rani Vincke, Rani Rosius, Elise Mehuys, Delphine Nkansa                            | 42"85 | q,                                       |
| 5         | 5      | Polonia     | Krystsina Tsimanouskaya, Monika Romaszko, Magdalena Stefanowicz, Ewa Swoboda       | 43"15 | q                                        |
| 6         | 4      | Finlandia   | Petra Häggqvist, Anna Pursiainen, Anniinna Kortetmaa, Lotta Kemppinen              | 43"68 | Miglior prestazione personale stagionale |
| 7         | 6      | Portogallo  | Lorène Bazolo, Rosalina Santos, Lurdes Oliveira, Íris Silva                        | 43"85 | Record nazionale                         |
| 8         | 7      | Danimarca   | Astrid Glenner-Frandsen, Mathilde Kramer, Mette Graversgaard, Klara Skriver Loessl | 44"21 | Miglior prestazione personale stagionale |

### Finale
La finale si è svolta alle ore 22:44 del 12 giugno.
| Posizione | Corsia | Nazione       | Atlete                                                                       | Tempo | Note                                     |
| --------- | ------ | ------------- | ---------------------------------------------------------------------------- | ----- | ---------------------------------------- |
| Oro       | 6      | Gran Bretagna | Dina Asher-Smith, Desiree Henry, Amy Hunt, Daryll Neita                      | 41"91 | Miglior prestazione europea stagionale   |
| Argento   | 5      | Francia       | Orlann Oliere, Gémima Joseph, Hélène Parisot, Sarah Richard                  | 42"15 | Miglior prestazione personale stagionale |
| Bronzo    | 7      | Paesi Bassi   | Nadine Visser, Marije van Hunenstijn, Minke Bisschops, Tasa Jiya             | 42"46 |                                          |
| 4         | 4      | Germania      | Sophia Junk, Lisa Mayer, Gina Lückenkemper, Rebekka Haase                    | 42"61 |                                          |
| 5         | 9      | Spagna        | Sonia Molina-Prados, Jaël Bestué, Paula Sevilla, Maria Isabel Pérez          | 42"84 | Miglior prestazione personale stagionale |
| 6         | 2      | Belgio        | Rani Vicke, Rani Rosius, Elise Mehuys, Janie de Naeyer                       | 43"48 |                                          |
| -         | 3      | Polonia       | Krystsina Tsimanouskaya, Monika Romaszko, Magdalena Stefanowicz, Ewa Swoboda | dnf   |                                          |
| -         | 8      | Svizzera      | Géraldine Frey, Salomé Kora, Léonie Pointet, Sara Atcho-Jaquier              | dq    | TR24.5(B)                                |